# Siegmund Glücksmann
Siegmund Glücksmann (ur. 30 maja 1884 w Radoczy, zm. 6 października 1942 w Bucharze) – niemiecki adwokat i działacz polityczny, poseł na Sejm Śląski II i III kadencji w II RP.

## Życiorys
Ukończył studia na Wydziale Prawa Uniwersytetu Jagiellońskiego. Rozpoczął działalność polityczną wstępując do SPD w rodzinnym Bielsku. W dwudziestoleciu międzywojennym był radnym Bielska z listy Deutsche Sozialistische Arbeitspartei in Polen (Niemieckiej Socjalistycznej Partii Pracy). W maju 1930 został posłem na Sejm Śląski II kadencji. Mandat obronił w wyborach z listopada 1930. Był publicystą i adwokatem. Bronił komunistów i socjalistów w procesach politycznych.